# Josep Masó Quer
Josep Masó i Quer (L'Armentera, Alt Empordà, 22 de setembre de 1925 - Parlavà, Baix Empordà, 16 d'agost de 1991) fou un músic i compositor català.

## Biografia[1]
Josep Masó va començar a l'edat de 7 anys els seus estudis musicals, estudiant solfeig fins al 12 anys amb el mestre Joan Duran de l'Armentera. Dels 12 als 16 anys va estudiar fiscorn i harmonia (composició) amb el mestre Josep Blanch i Reynalt de Castelló d'Empúries. Dels 14 als 16 anys aprengué el trombó de vares amb el mestre Modest Puig de Cassà de la Selva. Dels 16 al 18 anys amb el mestre Josep Nadal de Barcelona, també trombó de vares. Dels 14 al 18 anys, va estudiar el violí amb el mestre Enric Sans de Figueres. Finalment, dels 30 als 32 anys, amplià els seus estudis d'harmonia amb el mestre Joan Prat i Forga d'Olot.
El 21 de novembre de 1949 es casà amb Maria Boj i Pardàs. Tingueren tres fills Assumpció, Francesc i Lourdes. A partir de l'any 1955 va anar a viure a Olot. Conjuntament amb el seu germà Joan Masó i Quer van formar part de la Cobla la Principal d'Olot. Fou professor de música a l'escola de l'Orfeó Popular Olotí d'Olot del 1955 al 1960. També, fou mestre de fiscorn i de trombó de vares. Finalment durant els últims 11 anys formà part de la Cobla Orquestra Principal de Llagostera. Es jubilà l'any 1988.
Mantingué la seva activitat musical en el camp de la composició fent la seva primera sardana (Santa Cristina de l'Armentera) durant el mes de febrer de 1984 a l'edat de 58 anys. A partir de llavors es dedicà totalment a la composició de sardanes dedicades a diferents indrets de Catalunya, majoritàriament de la província de Girona i a les persones que més estimava. Durant la seva trajectòria artística va crear 115 sardanes i 7 balls vuitcentistes.
Va rebre diversos homenatges i reconeixements de les seves obres. Algunes de les seves sardanes han estat enregistrades en CDs.
Va morir a Parlavà el 16 d'agost de 1991 a l'edat de 65 anys.

## Trajectòria musical en cobles[4]
Va formar part de les següents cobles-orquestres, en ordre correlatiu:
- Bohèmia de Castelló d'Empúries
- Pau Rossinyol de Castelló d'Empúries
- CasaBlanca de Girona
- Cobla Orquesta Alba de Girona
- Iris de Salt
- la Principal de Tortellà
- la Principal Amerense
- Cobla la Principal d'Olot
- La Principal de la Garrotxa
- La Principal de Sant Feliu de Pallerols
- La Principal de Llagostera